# Achaea hieroglyphigera
Achaea hieroglyphigera is een vlinder uit de familie van de Spinneruilen (Erebidae). De wetenschappelijke naam van deze soort is voor het eerst voorgesteld als Sypna hieroglyphigera door Embrik Strand in een publicatie uit 1912.
De soort komt voor in Mali, Ivoorkust, Congo-Brazzaville en Congo-Kinshasa.